# Hartmut Knüppel

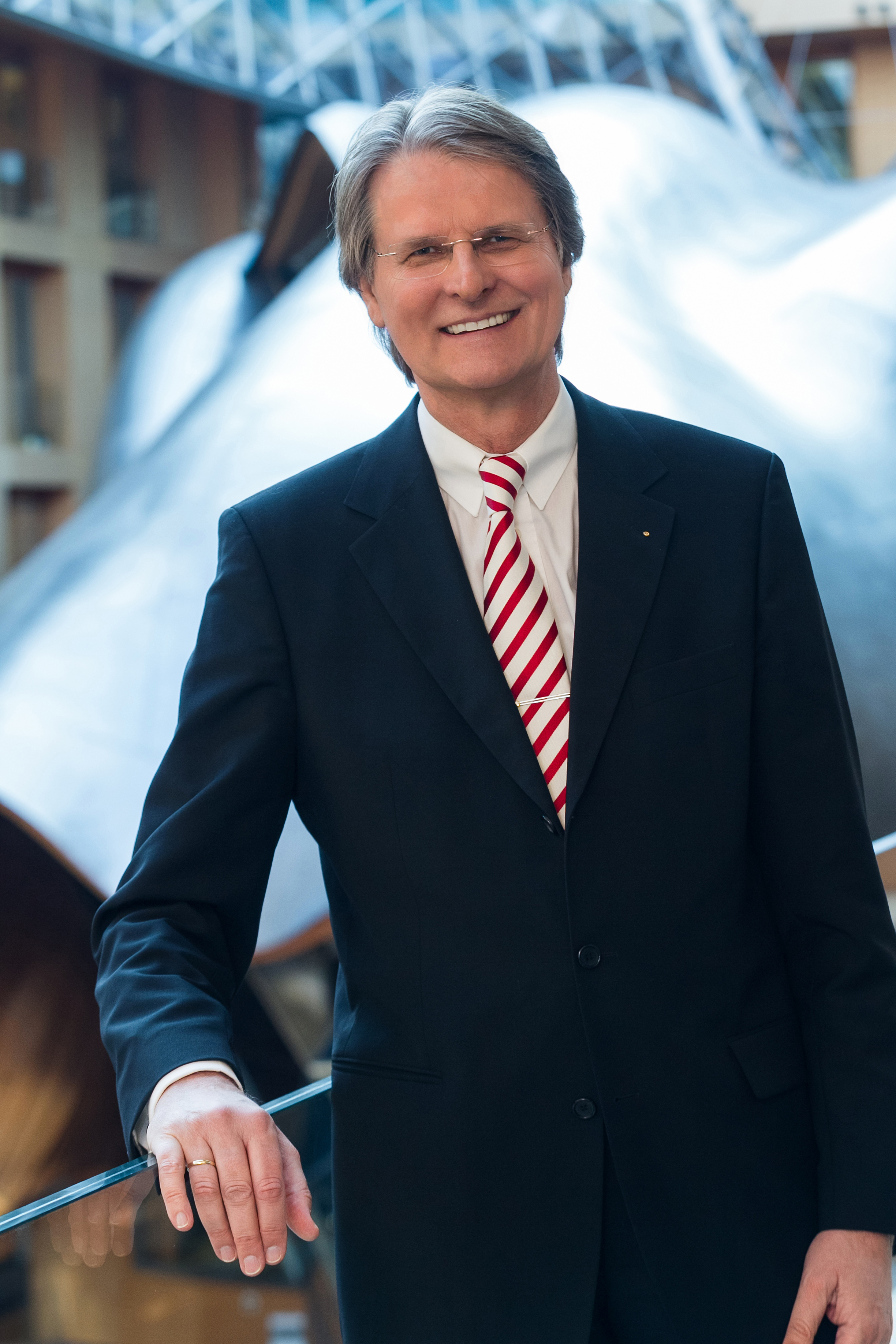
Hartmut Knüppel, 2012

Hartmut Knüppel (* 10. Oktober 1953 in Biberach) ist ein deutscher Wirtschaftsingenieur, Consultant und Politiker (FDP). Von 1977 bis 1978 war Knüppel einer von drei Bundesvorsitzenden des Sozialliberalen Hochschulverbands (SLH).

## Leben und Ausbildung
Knüppel studierte an der Universität Karlsruhe Wirtschaftsingenieurwesen mit dem Schwerpunkt Informatik und Operations Research und war Stipendiat der Studienstiftung des deutschen Volkes. Das Studium schloss er im Oktober 1982 als Diplom-Wirtschaftsingenieur ab. Die im März 1983 begonnene Promotion zum Thema Marktwirtschaft und Umweltschutz bei Rolf Funck unterbrach er 1984 aufgrund seiner Berufstätigkeit. Knüppel erhielt von 1982 bis 1983 ein Promotionsstipendium der Friedrich-Naumann-Stiftung. Die Promotion schloss er 1988 ab. Die Dissertation wurde 1989 mit einem Vorwort des damaligen Bundeswirtschaftsministers Helmut Haussmann in der Wissenschaftlichen Reihe der Schriften der Friedrich-Naumann-Stiftung im Nomos Verlag veröffentlicht.
Hartmut Knüppel ist mit Liane Knüppel verheiratet und hat zwei Kinder.

## Beruflicher Werdegang
Von 1984 bis 1985 war Knüppel Persönlicher Referent der FDP-Bundesvorsitzenden, Bundesaußenminister Hans-Dietrich Genscher und Bundeswirtschaftsminister Martin Bangemann. Von September 1985 bis Anfang 1989 war er bei der SMS Schloemann-Siemag als Leiter Presse und Public Relations dem Vorsitzenden des Vorstands Heinrich Weiss zugeordnet. Im Anschluss daran verantwortete Knüppel bei der Friedrich-Naumann-Stiftung den Aufbau und die Leitung des Forschungsinstituts. Im Oktober 1992 wurde er Leiter des Instituts für Forschung und Begabtenförderung.
Im Jahr 1994 wechselte Knüppel zum Bundesverband deutscher Banken als Mitglied der Geschäftsführung, verantwortlich für den Geschäftsbereich Presse und Kommunikation. Anfang 2000 machte er sich selbstständig und gründete gemeinsam mit Christian Lindner in Köln zunächst die knüppel, lindner communications gmbh, eine Agentur für Unternehmenskommunikation, und später ein Internet-Startup. Im FAZ-Verlag publizierten beide das Buch Die Aktie als Marke, das von der Financial Times Deutschland als Finanzbuch des Jahres ausgezeichnet wurde. Da Lindner bei der Landtagswahl 2000 in Nordrhein-Westfalen als jüngster Abgeordneter in den Landtag gewählt wurde und sich auf seine politische Arbeit konzentrieren wollte, wurde die Agentur geschlossen.
Ab 2002 war Knüppel zunächst Pressechef der Dresdner Bank und ab 2004 als Leiter Public Affairs mit der Leitung der politischen Repräsentanz in Berlin betraut. Im Dezember 2007 wechselte er als Geschäftsführer zum Derivate Forum. Nach der Verschmelzung des Derivate Forums mit dem Deutschen Derivate Institut war er von 2008 bis 2019 Geschäftsführender Vorstand des Deutschen Derivate Verbands. Er ist Mitglied im Beirat des Zertifikate Forum Austria.
Knüppel ist seit Oktober 2018 Lehrbeauftragter an der Eberhard Karls Universität Tübingen und unterrichtet zum Thema Sustainable Finance. Seit März 2019 ist er als selbständiger Coach und Consultant mit den Schwerpunkten Strategieberatung, Kommunikationsberatung und Politikberatung tätig.

## Politik

### Sozialliberaler Hochschulverband
Von März 1973 bis März 1975 war Knüppel an der Universität Karlsruhe Ortsvorsitzender des Sozialliberalen Hochschulverbandes (SLH). Von April 1973 bis April 1977 war er Mitglied des Studentenparlaments und des Großen Senats. Zwischen 1975 und 1976 verantwortete er als Chefredakteur die offizielle Karlsruher Studentenzeitung ventil. Von 1976 bis 1977 war Knüppel SLH-Landesvorsitzender in Baden-Württemberg und von Februar 1977 bis März 1978 Mitglied des Engeren Vorstands und gemeinsam mit Liane Pollert und Wolfgang Wirtz gleichberechtigter Bundesvorsitzender des SLH.

### Junge Liberale
Knüppel war im März 1980 Mitinitiator und Gründungsmitglied der Jungen Liberalen (JuLis), der späteren Jugendorganisation der FDP, und auf Bundesebene, Bezirksebene und Kreisebene in Bonn aktiv. Im ersten Bundesvorstand war Knüppel von 1980 bis 1981 als Stellvertretender Bundesvorsitzender für die Presse- und Öffentlichkeitsarbeit verantwortlich. Für den Bundesverband entwarf er die Satzung, das Grundsatzprogramm sowie das Konzept der Ökologischen Marktwirtschaft. Später fand die Ökologische Marktwirtschaft, die zum Markenzeichen der Jungen Liberalen wurde, auch Eingang in die Programmatik der FDP.
Knüppel war ein langjähriger Unterstützer von Guido Westerwelle. 2006 gründete er zusammen mit Daniel Bahr, Liane Knüppel, Hans-Joachim Otto, Gisela Piltz, Joachim Stamp und Johannes Vogel den Verein Netzwerk 80 e.V., den Zusammenschlusses aller Bundesvorstandsmitglieder und Bundesgeschäftsführer der Jungen Liberalen seit 1980.

### FDP
Knüppel ist seit 1978 Mitglied der FDP. Seit September 2018 ist er Mitglied des FDP-Bundesfachausschusses Wirtschaft und Energie.

## Werke
- Hartmut Knüppel: Modelle und Realisierungen von Wirtschaftsordnungen. Volks- und betriebswirtschaftliche Aspekte eines Systemvergleichs. Institut für Wirtschaftspolitik und Wirtschaftsforschung der Universität Karlsruhe, Karlsruhe 1981.
- Hartmut Knüppel: Ökologische Marktwirtschaft. Zur Entstehung und politischen Umsetzung eines Ordnungskonzeptes. In: Helmut Georg Müller (Hrsg.): Homo Oeconomicus IV. Ökonomie und Ökologie. Accedo Verlagsgesellschaft, München 1987.
- Hartmut Knüppel: Umweltpolitische Instrumente, Analyse der Bewertungskriterien und Aspekte einer Bewertung. Nomos Verlagsgesellschaft, Baden-Baden 1989, ISBN 978-3-7890-1694-3.[23]
- Hartmut Knüppel, Christian Lindner: Die Aktie als Marke. Wie Unternehmen mit Investoren kommunizieren sollen. FAZ-Verlag, Frankfurt am Main 2001, ISBN 978-3-933180-83-4.
- Hartmut Knüppel: Politik und Wirtschaft – das große Missverständnis. In: Kerstin Plehwe (Hrsg.): Endstation Misstrauen? Helios Media GmbH, Berlin 2006, S. 75–86.